# دانيال بي. ألين
دانيال بي. ألين (بالإنجليزية: Daniel B. Allyn)‏ هو عسكري أمريكي، ولد في 24 سبتمبر 1959 في نيوهامبشير في الولايات المتحدة.